# Whatever, Whenever
Whatever, Whenever è l'ultimo album del cantautore britannico Nick Kamen, pubblicato nel 1992.
Il riscontro commerciale di questa produzione discografica si rivelò decisamente modesto, tanto che il cantante decise di interrompere la carriera musicale e intraprendere a tempo pieno l'attività di pittore.
Nel disco l'artista scrive, arrangia e produce, oltre a suonare chitarra, basso e percussioni in buona parte dei brani. Anche in questo lavoro i fratelli danno il proprio apporto: Barry segue insieme a Nick il concept grafico e Chester suona in alcuni brani.
Da questo album furono estratti i singoli You're Not the Only One e We'll Never Lose What We Have Found.

## Tracce
1. Well Never Lose What We Have Found
2. Whatever, Whenever
3. You're Not the Only One
4. Nothing Rhymes Now
5. Did I Imagine You
6. This Time Is Our Time
7. Don't You Know
8. I Need You
9. There Was a Time in America
10. You and I Are Here
11. I'll Find Another Way